# زمین‌لرزه ۱۹۸۳ پرو
زمین‌لرزه پرو  در تاریخ ۱۲ آوریل ۱۹۸۳ میلادی، برابر با ‎۲۳ فروردین ۱۳۶۲، ساعت ۱۲:۰۷:۵۴ به زمان یوتی‌سی در پرو رخ داد. ژرفای این زلزله ۱۲۶ کیلومتر بود، و بزرگی آن ۷ در مقیاس Mw اعلام شده‌است. زمین‌لرزه به وقت محلی در روز سه‌شنبه، ساعت ۷ روی داده و منطقه زمانی آن یوتی‌سی -۵ بوده‌است .
سازمان زمین‌شناسی آمریکا نیز رومرکز این زمین‌لرزه را در مختصات ۴°۵۰′۳۵″جنوبی ۷۸°۰۶′۱۱″غربی / ۴٫۸۴۳°جنوبی ۷۸٫۱۰۳°غربی و ژرفای آن را در ۱۰۴ کیلومتر گزارش کرده‌است. بزرگی برگزیدهٔ این سازمان از میان بزرگیهای محاسبه‌شدهٔ مختلف ۶٫۷ در مقیاس mb بوده و از دید اثر، در میان چهار دسته‌بندی «نامحسوس»، «محسوس»، «زیان‌آور» یا «با تلفات»، زلزله را «محسوس» اعلام کرده‌است.
پروژهٔ «تنسور گشتاور مرکزوار» زاویه‌های (راستا، شیب، ریک) گسل سازندهٔ زمین‌لرزه و صفحه عمود بر آن را (°۳۳۹، °۳۵، °۸۶-) یا (°۱۵۳، °۵۵، °۹۳-) و نوع گسل را «عادی» فرارسانده‌است.
شمار کشتگان زلزله حدود ۱۰ نفر بوده‌است.